# 哈里斯鎮區 (北卡羅萊納州富蘭克林縣)
哈里斯鎮區（英語：Harris Township）是位於美國北卡羅萊納州富蘭克林縣的一個鎮區。

## 地方資料
哈里斯鎮區的面積為152.55平方千米，皆為陸地。根據2020年美國人口普查的數據，當地共有人口9256人，而人口密度為每平方千米60.68人。